# Eosentomon gramineum
Eosentomon gramineum är en urinsektsart som beskrevs av Andrzej Szeptycki 1986. Eosentomon gramineum ingår i släktet Eosentomon och familjen trakétrevfotingar. Inga underarter finns listade i Catalogue of Life.